# Defenestrazione di Praga (1483)

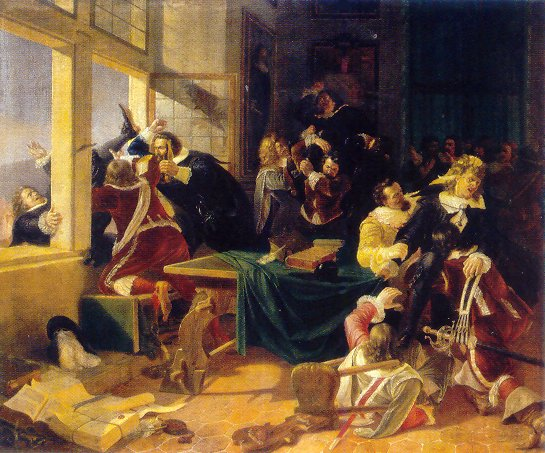
La seconda defenestrazione di Praga (dipinto di Karel Svoboda del 1844)

La seconda defenestrazione di Praga avvenne il 24 settembre del 1483 a causa delle tensioni tra gli hussiti conservatori e gli hussiti radicali.

## Storia
Anche se le guerre hussite terminarono con la vittoria cattolica e con la ripresa del potere da parte dei cattolici, le tensioni tra i cattolici e gli hussiti non si erano indebolite affatto. Il lungo periodo dell'anarchia finì con l'elezione di un nobile hussita, Giorgio di Poděbrady (Jiří z Poděbrad), a re di Boemia, e poi, dopo la sua morte, l'elezione di un cattolico, Ladislao VII Jagellone come il suo successore.
Con l'elezione di Ladislao ripresero il potere i cattolici, i quali a Praga, con l'appoggio degli hussiti conservatori, cercavano di risolvere radicalmente la situazione religiosa nella capitale, cacciando via o uccidendo i loro rivali, gli hussiti radicali.
Questi ultimi, però, essendo stati preavvertiti sulle intenzioni dei loro rivali, entrarono la mattina del 24 settembre del 1483 nei Municipi della Città Vecchia e della Città Nuova, dove prima uccisero e poi lanciarono fuori dalle finestre il borgomastro e altri membri del consiglio.